# Encyclopedia of Cryptography and Security
Encyclopedia of Cryptography and Security (Енциклопедія з криптографії та безпеки) — науковий довідковий посібник із криптографії англійською мовою, присвячений сучасним аспектам криптографії й криптоаналізу.
Encyclopedia of Cryptography and Security (далі енциклопедія) містить 460 статей, розміщених в алфавітному порядку, й доступна в електронному та друкованому вигляді. Енциклопедію представляє консультативна рада (англ. Advisory Board) з 18 провідних фахівців з різних країн.

## Історія
Ідея написання Енциклопедії виникла наприкінці 2001 р. Стаття «Нові напрямки в криптографії» Вїтфілда Діффі і Мартіна Геллмана, випущена в 1976 році, справила вплив на учасників проекту.[джерело?]
Через 4 роки після зародження ідеї, проект був реалізований групою фахівців з більш ніж 30 країн, на чолі з голландським ученим Генком Ван Тильборгом (нід. Henk van Tilborg), з технічного університету Ейндговена.
На цей час[коли?] енциклопедія має 2 видання.

## Видання
Видавцем виступила Нью-Йоркська компанія Springer-Verlag. Випущена у 2005 р. енциклопедія з криптографії та безпеки займає 684 сторінки.
10 листопада 2011 р. вийшло друге видання «Encyclopedia of Cryptography and Security». У новому виданні з'явилося понад 300 нових статей, завдяки чому їх кількість збільшилася вдвічі. Редакція другого видання включає 34 учених зі всього світу. Крім Генка Ван Тильборга в редактурі видання брав участь Сушил Джаджодія (Center for Secure Information Systems, Volgenau School of Engineering). Електронне видання книги включає також додаткові гіперпосилання на більш повну інформацію з теми статті.

## Список тем, включених в енциклопедію
- Аутентифікація та ідентифікація
- Захист від копіювання
- Криптоаналіз і безпека
- Алгоритми факторизації і тести простоти
- Криптографічні протоколи
- Керування ключами
- Електронні платежі та цифрові сертифікати
- Геш-функції
- Еліптичні криві в криптографії
- Квантова криптографія
- Веббезпека
- Блокові і потокові шифри
- Структури даних
- Прикладна математика та обчислювальні методи
- Історія криптографічних систем
- Послідовності

## Список людей, причетних до написання енциклопедії
- Генк Ван Тильборг (нід. Henk van Tilborg), Технічний університет Ейндговена є провідним науковим керівником дослідницької школи EIDMA (англ. Euler Institute for Discrete Mathematics and its Applications), а також EIPSI (Eindhoven Institute for the Protection of Systems and Information). Генк Ван Тильборг має ступінь доктора технічних наук. Він написав три книги: дві з криптології і одну з теорії кодування. Є редактором багатьох наукових журналів, у тому числі англ. Advances in Mathematics of Communications, англ. Asian-European Journal of Mathematics, англ. Journal of Combinatorics, Information & System Sciences.
- Сушил Джаджодія[en], Center for Secure Information Systems
- Карлайл Адамс[en], Entrust[en]
- Фрідріх Бауер[en], Мюнхенський технічний університет
- Герріт Блумер (англ. Gerrit Bleumer), англ. Francotyp-Postalia
- Ден Боне, Стенфордський університет
- Паскаль Чарпин (англ. Pascale Charpin), INRIA-Rocquencourt
- Клод Крепе[en], Університет Макгілла
- Іво Десмедт[en], Університетський коледж Лондона (Лондонський університет)
- Григорій Кабатиньский (англ. Grigory Kabatiansky), Institute for Information Transmission Problems
- Барт Каліські[en], RSA Security
- Пітер Ландрок[en], Орхуський університет
- Патрик Макденіел[en], Університет штату Пенсильванія
- Альфред Мензес[en], Університет Ватерлоо
- Девід Наккач[en], Gemplus
- Кристоф Паар (англ. Christof Paar), Рурський університет
- Барт Пренель — КУ Льовен
- Жан-Жак Кіскате[en], Université Catholique de Louvain
- Казуе Сако (англ. Kazue Sako), корпорація NEC
- Беррі Шунмакерс (англ. Berry Schoenmakers), Технічний університет Ейндговена

## Огляди
- Encyclopedia of Cryptography and Security Review [Архівовано 21 грудня 2019 у Wayback Machine.] Cryptome[en] (англ.)

## Видання подібної тематики
- Gollmann, D. Computer security. Wiley, New York, 1999.
- Bishop, M. The art and science of computer security. Addison-Wesley Longman Publishing Co., Inc., Boston, MA, 2002.
- Gattiker, Urs E. The Information Security Dictionary. Springer US, 2004.
- Krause, M, Tipto, H. F. Information Security Management Handbook, CRC Press LLC, 2007.
- Leeuw, K. de, Bergstra, J. A History of Information Security: A Comprehensive Handbook, Elsevier, 2007.